# معجزة (دين)
المعجزة هي حدث لا يمكن تفسيره بواسطة القوانين الطبيعية أو العلمية، وبالتالي يُنسب إلى سبب خارق للطبيعة أو فوق طبيعي. غالبًا ما تنسب الأديان المختلفة الظواهر التي تُصنف على أنها معجزات إلى أعمال كائن خارق للطبيعة، (خاصة) الإله، أو صانع المعجزات، أو القديس، أو رجل الدين.
بشكل غير رسمي، يستخدم الناطقون باللغة الإنجليزية كلمة «معجزة» لوصف أي حدث مفيد يُعتبر غير محتمل إحصائيًا ولكنه لا يتعارض مع قوانين الطبيعة، مثل النجاة من كارثة طبيعية، أو ببساطة حدث «رائع»، بغض النظر عن احتماليته (على سبيل المثال «معجزة الولادة»). يمكن اعتبار بعض الصدف على أنها معجزات.
المعجزة الحقيقية، بالتعريف، هي ظاهرة غير طبيعية، مما يدفع العديد من الكتاب إلى رفض قبول المعجزات باعتبار أنها مستحيلة من الناحية الفيزيائية (أي تتطلب انتهاكًا للقوانين الفيزيائية المعترف بها ضمن نطاق صحتها) أو من المستحيل تأكيدها بطبيعتها (لأن جميع الآليات الفيزيائية الممكنة لا يمكن الحكم بصحتها). أحد معتنقي الرأي الأول (على سبيل المثال) هو توماس جيفرسون، واعتنق الرأي الأخير ديفيد هيوم. يقول علماء اللاهوت عادةً إن الله، بعنايته الإلهية، يعمل بانتظام من خلال الطبيعة ولكنه، كخالق، قد يعمل بدونها أو فوقها أو ضدها أيضًا.

## التعريفات
عادةً ما تُستخدم كلمة «معجزة» لوصف أي حدث مفيد مستحيل من الناحية الفيزيائية أو يستحيل تأكيده بطبيعته. يعرف واين جروديم المعجزة بأنها «نوع أقل شيوعًا من أعمال الله التي يثير فيها إعجاب الناس ودهشتهم ويثبت من خلالها نفسه». يعرف المنظور الديني لعلاقة الله بالعالم المعجزة بأنها تدخل مباشر من الله في العالم.

## التفسيرات الطبيعية
قد تكون المعجزة معلومات خاطئة أو مجرد قصة خيالية، بدلًا من شيء حدث بالفعل. قد يكون شعور الشهود بالمعجزة ناتج عن أخطاء معرفية (مثل الإفراط في التفكير، أو القفز إلى استنتاجات) أو مشاكل نفسية (مثل الهلوسة). قد ينتج عن استخدام بعض الأدوية مثل العقاقير المهلوسة (مثل الإكستاسي) تأثيرات مشابهة للتجارب الدينية.

### قانون الأعداد الكبيرة جدًا
يُطلق أحيانًا على الأحداث المستبعدة الحدوث إحصائيًا اسم معجزات. على سبيل المثال، عندما يلتقي ثلاثة زملاء في الدراسة بالصدفة في بلد مختلف بعد عقود من مغادرتهم المدرسة، قد يعتبرون هذا معجزة. ومع ذلك، يحدث عدد هائل من الأحداث في كل لحظة على الأرض؛ وبالتالي، تحدث مصادفات غير محتملة للغاية في كل لحظة. لذلك، فإن الأحداث التي تعتبر مستحيلة ليست كذلك - إنها فقط نادرة جدًا وتعتمد على عدد الأحداث الفردية. اقترح عالم الرياضيات البريطاني ج. إي. ليتلوود أنه يجب على الأفراد أن يتوقعوا إحصائيًا حدوث أحداث غير محتملة بمعدل واحد في المليون مرة كل شهر تقريبًا. وفقًا لتعريفه، فإن الأحداث التي تبدو معجزة هي في الواقع شائعة.

## التفسيرات الخارقة للطبيعة
المعجزة هي ظاهرة لا تفسرها قوانين الطبيعة المعروفة. تختلف معايير تصنيف الحدث كمعجزة. غالبًا ما ينص نص ديني، مثل الكتاب المقدس أو القرآن، على أن معجزة قد وقعت، وقد يقبل المؤمنون هذا على أنه حقيقة.

### التفسيرات الفلسفية

#### أرسطية وما بعد الأرسطية
تعتبر الرؤية الأرسطية للإله أن الإله حقيقة خالصة وتعتبره المحرك الأول الذي يقوم فقط بما يمكن للكائن المثالي فعله، وهو التفكير. من بين الفلاسفة اليهود الأرسطيين الجدد الذين لا يزال لهم تأثير اليوم موسى بن ميمون، صموئيل بن يهوذا بن تيبون، وجرسونيدس. بشكل مباشر أو غير مباشر، ما تزال آراؤهم منتشرة في معظم المجتمع اليهودي الديني.

#### باروخ سبينوزا
في كتابه «رسالة في اللاهوت والسياسة»، يدعي الفيلسوف سبينوزا أن المعجزات هي مجرد أحداث محكومة بالقانون لا نعلم أسبابها. لا يجب أن نتعامل معها على أنها بلا سبب أو أن لها سببًا في المتناول على الفور. بل المعجزة هي محاربة الجهل الذي يكمن فيها، مثل مشروع سياسي.

#### ديفيد هيوم
وفقًا للفيلسوف ديفيد هيوم، فإن المعجزة هي «انتهاك لقانون الطبيعة بفعل إرادة معينة من الإله، أو بتدخل عامل غير مرئي». جوهر حجته هو: «لا يمكن لأي شهادة أن تكون كافية لإثبات معجزة، إلا إذا كانت الشهادة من نوع يجعل كذبها أكثر معجزة من الحقيقة التي تسعى لإثباتها». وفقًا لتعريف هيوم، تتعارض المعجزة مع تجربتنا المعتادة لكيفية عمل الكون. وبما أن المعجزات هي أحداث فردية، فإن الأدلة عليها دائمًا ما تكون محدودة ونادرًا ما نختبرها. بناءً على التجربة والأدلة، فإن احتمال حدوث المعجزة دائمًا أقل من احتمال عدم حدوثها. وبما أنه من المنطقي تصديق ما هو أكثر احتمالًا، فلا يفترض أن يكون ذلك سببًا وجيهًا للاعتقاد بأن المعجزة قد حدثت.

#### فريدريش شلايرماخر
وفقًا للاهوتي المسيحي فريدريش شلايرماخر، «كل حدث، حتى الأكثر طبيعية واعتيادًا، يصبح معجزة بمجرد أن يكون المنظور الديني له هو المسيطر».

#### سورين كيركغارد
يتفق الفيلسوف سورين كيركغارد، متبعًا هيوم ويوهان جورج هامان، الباحث في فلسفة هيوم، مع تعريف هيوم للمعجزة على أنها انتهاك لقانون الطبيعة. لكن كيركغارد، الذي كتب تحت اسم مستعار يوهانس كليماكوس، يعتبر أن التقارير التاريخية، بما في ذلك تقارير المعجزات، أقل من أن تكون مؤكدة، لأن كل المعارف التاريخية مشكوك فيها وتخضع للتقدير.

#### جيمس كيلر
يقول جيمس كيلر إن «الادعاء بأن الله قد عمل معجزة يعني أن الله قد اختار أشخاصًا معينين للحصول على فائدة لا يحصل عليها الكثيرون، وهذا يعني أن الله غير عادل».

## وصلات خارجية
- تاريخ طريقة تفكير الغرب حول المعجزات
- تفسير هندي للمعجزات
- Skepdic.com قاموس المعجزات
- "Miracle". الموسوعة الكاثوليكية. نيويورك: شركة روبرت أبيلتون. 1913.
- "المعجزة" موسوعة الدين والعلم.
- CBN فيديو: عش حياة المعجزات
- CBN فيديو: المعجزات خارج أسوار الكنسية
- تجارب شخصية للمعجزات